# Biržų miesto centrinis stadionas
Biržų miesto centrinis stadionas eller Centrinis stadionas är ett fotbollsarena i Biržai i Litauen. Den är hemmaarena för FK Širvėna.

## Fotbollsarenan
Stadion är den främsta utomhus rekreation, underhållning och idrottsplats i staden Biržai, med en kapacitet på 1 000 åskådare. 
Stadion är hem för träning och hemmamatcher för FK Širvėna fotbollslag, friidrott och andra sporter.
Sedan 2007 stadion genomgick en lång rekonstruktion och stadion har totalrenoverats.

## Övrigt
- Kapacitet: 1 000.[1]
- Publikrekord: (?)
- Spelplan: 105 x 68 m.
- Underlag: gräs.
- Belysning: (+)
- Byggnadsår:
- Total byggkostnad: (?)